# Clive Palmer
Clive Frederick Palmer (ur. 26 marca 1954 w Footscray) – australijski polityk i biznesman. 
Clive Palmer urodził się w Footscray, dorastał na przedmieściach Melbourne. W 1963 roku, jego zaostrzająca się astma spowodowała, że jego rodzina zdecydowała się na przeprowadzkę do Gold Coast w stanie Queensland. 
Studiował dziennikarstwo i prawo na University of Queensland, ale nie ukończył studiów - w 1975 roku został agentem nieruchomości. W 1984 roku założył przedsiębiorstwo Mineralogy, które zakupiło od amerykańskich inwestorów złoża złota i żelaza w Australii Zachodniej. W 2006 roku wydzierżawił złoża chińskiemu konglomeratowi CITIC, umowa obejmowała tantiemy wypłacane od każdej ilości wyprodukowanej rudy. Wątpliwości, co do sposobu ustalania opłat licencyjnych doprowadziły do długotrwałego sporu sądowego, który w 2017 roku zakończył się wygraną Palmera. 
W latach 2008–2009 Palmer nabył od BHP Group kopalnię węgla i rafinerię niklu i kobaltu. Utworzona z nich spółka Queensland Nickel zbankrutowała w 2016 roku.  
Działalność Palmera obejmowała także sport, w latach 2008-2012 był właścicielem klubu piłkarskiego Gold Coast United FC. W 2013 roku otworzył tematyczny park rozrywki Palmersaurus, z animatronicznymi replikami dinozaurów. Planował również wybudować replikę statku RMS Titanic, ale ten projekt nie został zrealizowany. 
Od 1974 roku Palmer był członkiem Narodowej Partia Australii. W 1983 roku zgłosił się do kierowania kampanią wyborczą, a w 1986 roku był rzecznikiem prasowym podczas wyborów w stanie Queensland. W 2012 roku odszedł z partii i założył własne ugrupowanie Palmer United Party (PUP, Zjednoczona Partia Palmera), które w wyborach w 2013 roku uzyskało 6% poparcia i dwa miejsca w Senacie. Palmer dostał się do Izby Reprezentantów jako poseł z jednomandatowego Okręgu wyborczego Fairfax, a dodatkowo uzyskał mandat senatora w wyborach dodatkowych w kwietniu 2014. Senatorowie zmienili wkrótce przynależność partyjną, to samo zrobili niektórzy członkowie partii, którzy uzyskali stanowiska w urzędach państwowych. Palmer zawiesił działalność partii w 2017 roku, wznowił ją przed wyborami w 2019, zmieniając nazwę na United Australia Party. Nie uzyskał jednak wówczas miejsca w senacie.  
W 2019 roku znalazł się na Liście najbogatszych ludzi świata magazynu Forbes, z majątkiem oszacowanym na 1.8 mld $. Był wówczas na 20. miejscu na liście najbogatszych Australijczyków. W 2022 roku, z majątkiem 2 mld $, był na 1445. miejscu listy Forbesa. 